# Leucothrix (bactérie)
Pour les articles homonymes, voir Leucothrix.
Genre
Espèces de rang inférieur
- Leucothrix mucor genre type (Örsted 1844)
- Leucothrix pacifica
- Leucothrix arctica
- Leucothrix sargassi
- "Leucothrix thiophila" (non valide)

Leucothrix est un genre bactérien de la famille des Thiotrichaceae comprenant de grandes bactéries filamenteuses vivant comme des épiphytes dans les habitats marins.

## Description
Leucothrix est un genre bactérien qui forme des filaments de 2 à 3 µm de large et jusqu'à 0,5 cm de long. On les trouve généralement sous forme d'épiphytes sur les plantes marines et les algues. Les Leucothrix sont aussi capables md'être attachés à d'autres surfaces comme les coquilles de crustacés. Comme le genre apparenté Thiothrix, des cellules individuelles peuvent être libérées des filaments. Elles forment des «gonidies» qui peuvent se disperser et coloniser de nouvelles surfaces. Sur une nouvelle surface, les cellules gonidiales s'associent, produisent un crampon et se développent en rosettes de nouveaux filaments,. Les filaments de L. mucor peuvent, sous certaines conditions, former des nœuds lorsqu'ils sont cultivés en laboratoire.
Physiologiquement, les Leucothrix sont des microorganismes chimiohétérotrophes, ce qui les distingue des Thiothrix, qui sont capables d'utiliser l'oxydation du soufre comme source d'énergie.

## Taxonomie
Le genre Leucothrix a été décrit par Örsted en 1844 avec l'espèce Leucothrix mucor.
Le genre bactérien Leucothrix, décrit en 1844, est un homonyme plus ancien que le genre Leucothrix décrit par Munro en 1929 et qui concerne des insectes diptères.
En 1957, le genre Leucothrix a été assigné comme genre type de la famille des Leucotrichaceae mais cette dernière est finalement considérée comme synonyme des Thiotrichaceae.

### Étymologie
Son étymologie est la suivante : Leu'co.thrix Gr. adj. leucus signifiant clair, léger ; Gr. n. thrix trichis cheveux ; M. L. fem. n. Leucothrix chevelure incolore. Le nom a été déclaré publié de manière valide par l'ICSP selon le code de nomenclature bactérienne en 1980.